# 望月衣塑子
望月 衣塑子（もちづき いそこ、1975年7月16日 - ）は、日本のジャーナリスト、YouTuber、TikToker。
『東京新聞』の発行元である中日新聞社の東京本社社会部に記者として在籍している。
弟は演出家、脚本家、俳優の望月龍平。

## 経歴
東京都生まれ。父親は業界紙の記者、母親は演劇関係者だった。東京学芸大学附属大泉小学校では、在学時に児童劇団に入団。小学6年生で地元の児童劇団の発表会で、ミュージカル『アニー』の主役を演じた。将来は舞台女優になることを望んでいた。東京学芸大学附属大泉中学校では、在学時に母に薦められて読んだ吉田ルイ子の『南ア・アパルトヘイト共和国』に衝撃を受け、将来、新聞記者を志すようになった。東京学芸大学附属高等学校、慶應義塾大学法学部政治学科を卒業後、1998年4月中日新聞社に入社。東京本社へ配属され、千葉支局、横浜支局を経て社会部で東京地方検察庁特別捜査部を担当。その後、東京地方裁判所、東京高等裁判所を担当。経済部などを経て、2017年10月時点で社会部遊軍。2人目の育児休業後の2014年4月から武器輸出や軍学共同の取材を開始。このテーマで講演活動も続けている。
2017年3月から森友学園、加計学園の取材チームに参加し、前川喜平文部科学省前事務次官へのインタビュー記事などを手がけたことや、元TBS記者である山口敬之からの準強姦の被害を訴えた女性ジャーナリスト伊藤詩織へのインタビュー、取材をしたことで、「告発している2人の勇気を見ているだけでいいのか」と思い立ち、2017年6月6日以降、菅義偉内閣官房長官の記者会見に出席して質問を行うようになった。内閣官房長官の記者会見を選んだ理由について本人は、「森友学園、加計学園などの問題を取材する中で政権の中枢に問題意識を持ち、国民の疑問や怒りを自分で直接ぶつけてみようと思った」「私にできることは、政府のスポークスマンである官房長官に質問することだった」などと語っている。同年12月、日本における武器輸出の拡大や軍事研究費の増加について報じた「武器輸出及び大学における軍事研究に関する一連の報道」が「第23回平和・協同ジャーナリスト基金賞」の奨励賞に選ばれた。
2018年、菅との会見での質問をまとめた動画と単著が「マスコミの最近のありように一石を投じるすもの」として、2017メディアアンビシャス賞の特別賞に選ばれた。2019年11月15日、望月の活動を追ったドキュメンタリー映画『i－新聞記者ドキュメント－』（監督：森達也）が公開された。2020年から日本学術会議問題、2021年からはウィシュマさん死亡事件など入管問題や、コロナ禍での医療、雇用問題などを取材している。2022年7月、元朝日新聞記者の尾形聡彦がオンラインメディア「Arc Times」を開局。尾形とともに第1回放送から番組のキャスターを務めている。
2025年1月27日開催の中居正広の女性トラブルに端を発した一連の問題を受けてのフジテレビの記者会見では、望月は不規則発言を繰り返した。記者会見の模様がフジテレビ系列局28社で生中継されており、全国的に物議を醸した。また3月31日開催の2回目のフジテレビ会見では、望月の質問に被害女性に関するプライバシー情報が含まれていたため、生放送では音声が修正される事態となった。

## 新聞記者として

### 日本歯科医師連盟に対する取材
日本歯科医師連盟の闇献金事件をスクープした。

### 前川喜平に対する取材
加計学園問題で「官邸から総理の意向という圧力があった」と主張する前川喜平前事務次官が在職中に出会い系バーに通っていたという報道について、望月は前川に取材を重ね、前川の「女性の貧困について実地の視察調査だった」という主張が「本音であろうと推察するに至った」とし、「出会い系バーに通う普通の男性の目的と前川氏の目的意識には雲泥の差がある。」と述べている。2017年6月6日午前の官房長官記者会見で望月は10回の質問を行い、その中には「（菅義偉）官房長官が出会い系バーに行って、女の子たちの実態を聞かないのか?」という周囲を驚かせるものもあった。

### 伊藤詩織に対する取材
伊藤が2017年5月29日にした記者会見の記事の扱いが小さく、東京新聞社内の反応が鈍いと感じたことから本人取材を決意し、2017年6月6日に約3時間にわたりインタビュー。6月8日の官房長官記者会見で「当時の刑事部長の判断で（逮捕をせず）任意に切り替えた」「刑事部長の判断で覆ったことなどない」などと質問した。伊藤は他の記者が連絡を絶つ中で、
コンタクトを続けてきた望月について「聞いて終わりじゃなくて事件の本質を見いだそうとしている」「信頼に足る」と感じたという。

### 伊藤詩織よりの告訴
その一方2025年2月1日、伊藤詩織より、新聞に掲載した執筆記事において名誉棄損を受けたとして330万円の賠償金を求める告訴を受けた。本件は東京新聞ではなく執筆記者当人対する訴訟である。望月によれば伊藤からの突然の提訴はまさに「寝耳に水」であったとしている
。

### 官房長官記者会見での取材
通常の官房長官記者会見では記者の質問は1人が2～3問で10分程度であるが、2017年6月8日で望月は加計学園問題と伊藤詩織の訴えに関して、40分の時間をかけて23回の質問を繰り返したことで注目を浴びるようになる。望月は「私は政治部でなく、社会部の記者です。社会部で警察や検察の幹部とやりとりをしてきたなかで、執拗に質問しないと、肝心なことを答えないことを、身に染みて知っています。答えをはぐらかし、時にはウソもつかれます。」と意義を説明している。
2017年8月25日午前の官房長官記者会見において、学校法人加計学園の獣医学部新設の可否を検討する大学設置・学校法人審議会の答申をめぐり、望月が不適切な発言をしたとして、首相官邸報道室は東京新聞に対し9月1日に書面で抗議を行った。抗議の理由は「未確定な事実や単なる推測に基づく質疑応答がなされ、国民に誤解を生じさせるような事態は断じて許容できない」というものであった。
記者会見での記者の質問に官邸報道室が注意喚起をすることはあったが、文書で抗議するのは異例な事態であり、産経新聞は9月2日に「官邸報道室 東京新聞を注意 『不適切質問で国民に誤解』」という記事を掲載した。この抗議文書は東京新聞官邸キャップの了承のもと内閣記者会の常駐各社に配られたが、望月は「産経新聞になぜかリークとして記事が出た」と主張し、菅官房長官に「その結果、（望月に対する）ネット上の誹謗中傷や言論弾圧が行われている。政府としては今、どのように受け止めているのか」と迫ったが「ネットにいろいろ書くというのは、それはいろんな方の自由であるということも事実じゃないでしょうか。政府としてはコメントすることは控えるべき。」と退けた。
9月15日、官房長官会見の場で望月は「（文書は内閣記者会に常駐する）全社に出していて誤りだった。撤回して謝罪したい」と「産経新聞になぜかリーク～」発言の誤りを認め謝罪した。翌9月20日、東京新聞は望月のリーク発言に対し「事実ではありませんでした。抗議を真摯に受け止め、発言を撤回いたします」と19日付の文書で回答した。また、抗議の内容についても、望月は「文科省の正式発表後と印象を与えたとすれば、落ち度があった」などと取材に答えた。
日刊ゲンダイは、事情通の話として、9月4日夜、東京新聞本社に中年男性の声で「ネットニュースに出ている（望月）記者は、なぜ政府の言うことに従わないのか」「殺してやる」との予告電話があったと報じている。この音声はi－新聞記者ドキュメント－にも収録されている。
菅官房長官は2018年11月27日、出入国管理法改正案について質問した望月に対し「全く事実と違うことの質問はすべきでない」と述べた。

#### 辺野古土砂投入の質問と官邸の「制限」要請
望月は2018年12月26日の官房長官記者会見で、基地移設工事にともなう沖縄・辺野古沿岸への土砂投入について「現場では今、赤土が広がっております」「埋め立てが適法に進んでいるか確認ができておりません」などと指摘し、政府の対処を尋ねた。この質問について、12月28日に官邸報道室長名で「汚濁が広がっているかのような表現は適切でない」「特定の記者が事実に基づかない質問を繰り返している」と反論。記者クラブ「内閣記者会」に対し、問題意識の共有と事実に基づく質問を求め、文書で申し入れた。
この申し入れについて、新聞労連や日本ジャーナリスト会議（JCJ）が「官邸の意に沿わない記者を排除する」「司会役が数秒おきに（質問を）妨げている」などして抗議声明を出し、朝日新聞と北海道新聞が社説で「質問制限を求めるようなやり方は不当で、記者の排除、選別にもつながりかねない」「『事実誤認』と言うには、根拠が乏しい」などと批判した。
菅官房長官は2月8日の会見で「質問妨害はやっていない。正確な事実に基づく質問を心掛けて頂けるように協力を依頼した」と答えた。

### 講演活動
産経新聞によると、望月が2017年9月25日に新潟県平和運動センターで「武器輸出と日本企業－安倍政権の危険なねらい」と題した講演を行った際、講演直前に主催者が「望月記者が話したいことを話せないので、産経だけは駄目だ」として、同紙の記者を開場から退去させた。望月は取材拒否について「私が断ったのではなく、主催者側が記事の内容で脅迫的なことや、妨害的なことが私自身に及ぶということを懸念して、主催者判断でお断りした」と説明している。

### メディアへの政党による資金提供問題
2022年1月5日、自身も出演しており、クラウドファンディングで資金を集めて「公共メディア」を標榜していた「Choose Life Project」が立憲民主党から1000万円以上の資金提供を受けていたと明らかになったとする声明文を、津田大介などの他の出演者とともに発表した。

### 参議院法務委員会における不規則発言
2023年6月8日、日本維新の会の鈴木宗男参議院議員はこの日の参議院法務委員会の議事において、傍聴していた望月が傍聴席から不規則発言を繰り返したと指摘した。デイリー新潮によれば、望月が参議院法務委員会での入管難民法改正案採決前の討論において、立憲民主党の石川大我、日本共産党の仁比聡平両参議院議員の反対討論中に傍聴席から拳を振り上げながら「そうだ!そうだ!」などと不規則発言を繰り返し、議事進行を妨害したとしている。その後、鈴木は討論で「傍聴に来た国会議員は発言してはいけない。今日は『良識の府』の参院とは思えないほど、立民や共産の人たちが声を出していた。一つ許せないのは、向こうにいたピンクのシャツ着た人、『東京新聞の望月』という記者だそうですけども、何回も発言していた。あってはならんこと! 厳重注意なり、ルールを守るべく正してもらいたい」と名指しで望月を糾弾したうえで対処を委員長に求めた。参議院議院運営委員会は、同日の議運理事会で今後の対応を法務委員会の理事会において協議していくとした。
翌9日、自民党参議院幹事長の世耕弘成参議院議員が党会合において、前日の入管法採決における望月の不規則発言を指摘した上で「もうジャーナリストではなく活動家だ。（取材用の）記者記章を取り上げる必要がある」と批判した。また、質疑中に指摘した鈴木も取材に応じ「立民や共産の委員は『聞こえなかった』などと言っていますが、他にも何人もの人たちが彼女の不規則発言を聞いています。しかも、彼女は常習犯で以前も法務委員会で同じことをやっていたこともわかった。これは彼女に取材パスを与えている東京新聞の責任です。連帯して東京新聞記者全員の取材パスを取り上げるべきくらいの重大な問題だと考えています」と改めて望月の行為を批判するとともに、所属社である東京新聞側の責任を追及する意見を出している。

### 個人事業
2025年、東京新聞の望月衣塑子は、自分の名を冠したYouTubeチャンネルを本格的に始動させた。また、Tシャツやマグカップなどの「望月衣塑子グッズ」を販売、自身の個人口座を通じた寄付募集も開始した。チャンネル上では「チャリティグッズ」とし、利益は活動・運営費に充てると説明されている。
これに対し、社内では「芸能人のような振る舞い」「ファンビジネスに過ぎない」「副業は本業の合間に行うべき」といった批判が噴出していると報じられている。中堅記者は「どう見ても私的なビジネス。黒字化すれば儲けは懐に入るのでは」とし、別の記者も「寄付を募る前に身銭を切るべきだ」と述べている。
さらに若手記者の証言として、望月が記者クラブ内の当直中に配信していた疑惑も伝えられており、勤務態度への不満も挙がっている。ベテラン記者は「東京新聞の肩書を使って私益を得ており、サラリーマンとしてあり得ない」と断じた。
東京新聞編集局はこうした「やりたい放題」な副業を指摘に関する取材に対して、「個人的な活動には回答を控える」とし、望月本人からも「回答は控えさせていただきます」との返答があったという。

## 評価

### 肯定的な評価
- ノンフィクション作家の吉永みち子は、毎日新聞の7月の第三者機関「開かれた新聞委員会」で「聞くべきことを聞いてくれた」と望月を評価した[33]。
- TBSの金平茂紀顧問は、「チャキチャキの江戸っ子風の潔さがあるように感じた。いい意味での社会部記者の記者魂を保持している人だ。」と望月に好意を寄せており[55]、その取材姿勢に対しても「政権と記者とのなれ合いの空気を一変させた」と評価している[56]。
- ジャーナリストの青木理は、「会見で率直にただすのは当然で、こういう記者が増えれば日本のメディア会見もずいぶん風通しがよくなるのでは」とコラムで評価している[57]。

### 否定的な評価
- 産経新聞は2017年9月14日の記事で、「根拠が定かでない情報や私見を織り交ぜた質問も多い」と評している。記事は望月が官房長官会見の場で発言した「官房長官が出会い系バーに行って、女の子たちの実態を聞かないのか?」や「米韓に金正恩委員長側の要求に応えるよう冷静に対応するように働きかけることをやっているのか」等を取り上げた[26]。
- 毎日新聞は、望月がTwitter上に、事実確認をしないまま、内閣記者会の記者らが、望月が挙手しても指名させないと内々で決めているとする事実と異なる情報を投稿し拡散されていること、その後は「実際は、私の抗議以降菅官房長官側が、私に激怒し番記者が指名しづらい状況に追い込まれているようだ」と軌道修正を余儀なくされるも、それも事実誤認であることを指摘した上で、東京新聞内で問題視されているも本人は削除を拒否していること、毎日新聞記者が直接削除するよう求めたが応じなかったことを報道している[58]。
- 著述家の菅野完は「 望月衣塑子を公の場に出してはならない」とまで評している[59]。

### その他の評価
- アメリカのニューヨーク・タイムズ紙の記事によると、官邸会見で望月の質問が報道室長によってしばしば妨害されたり打ち切られたりすると紹介したうえで、「会見で政治家へ鋭い質問をぶつける」という多くの国で記者が当然の仕事として行っていることが日本では当たり前ではないために、逆説的に望月が著名人になっている、と皮肉を込めて報じられた。また、この記事の中で時事通信社の田﨑史郎からは「もう少し自制をしてほしい、同じような質問を繰り返さないようにしてほしい」との批判を受けた[60]。
- 前述のとおり菅野は望月を痛烈に批判しているが、「普段の望月衣塑子は、人のネタは盗むし、借りた資料は返さないし、書いた日本語はおよそ読めたものじゃないし、人格下劣やし、自分があれだけ騒いだ記者会見なのに他社の記事を引用して恬として恥じないほど頭悪いし、いますぐ筆を折って社会から退場すべき愚物だが、昨日の望月衣塑子は偉かった」と、批判していることを指摘したうえで、ジャニーズ記者会見での望月の態度を高評価[61][62]。
- 作家の室井佑月とはリテラで対談し[63]互いに評価しあっているが、ジャニーズなどの芸能界性加害問題で望月の『政府に芸能や音楽業界をしっかり監督し、指導するような監督官庁がないことでセクハラが横行しているとの指摘もある』という、権力側に監視を求めるような発言に「望月さん、なんでもかんでも国を責めるのが正義で、そしてそれがリベラルのカッコいい姿だと思ってません？この世の性加害をなくしたいという気持ちはわかる。しかし、性というデリケートなことに、国の監視や管理を求めてはいけない」「この世のほとんどの性は自然に営まれる。銃の乱射事件が起こった時に、国に銃の規制を求めるのとは違う。」「性は自由なもの。自由であるべき性に対し国の干渉を許してしまえば、あたしたちの内心の自由も侵されることになる。性に完璧や潔癖を求めることは、差別にもつながってしまうだろう。」「人に優しく、寛容なリベラルであったら、推定無罪を貫くべきだ。罪が確定できるまで、国会で個人の名をあげつらって糾弾するのは違う。」「芸能や音楽業界の国の監督とは、治安維持法の特高警察のようなものか？　リベラルが、窮屈な世の中を望むのか？」「国の関与で早急に性犯罪のゼロを目指すことは、我々の大切なものを壊す危険につながる。リベラルこそ死守すべき、個人の自由だ。」と日刊ゲンダイで批判[64]。

## 著書

### 単著
- 望月衣塑子『武器輸出と日本企業』角川書店〈角川新書〉、2016年7月10日。ISBN 978-4-04-082086-6。
- 望月衣塑子『新聞記者』角川書店〈角川新書〉、2017年10月12日。ISBN 978-4-04-082191-7。
  - 2019年に映画化。『新聞記者 (映画)』を参照
- 望月衣塑子『報道現場』角川書店〈角川新書〉、2021年10月7日。ISBN 978-4-04-082394-2。
- 望月衣塑子『軍拡国家』角川書店<角川新書>、2025年２月10日。

### 共著
- 池内了; 古賀茂明; 杉原浩司; 望月衣塑子『武器輸出大国ニッポンでいいのか』あけび書房、2016年9月23日。ISBN 978-4-87154-148-0。
- 古賀茂明; 望月衣塑子『ＴＨＥ独裁者』ベストセラーズ、2018年1月26日。ISBN 978-4-58413-840-3。
- 望月衣塑子; 森ゆうこ『追及力』光文社新書、2018年1月17日。ISBN 978-4-334-04330-8。
- 望月衣塑子; マーティン・ファクラー『権力と新聞の大問題』集英社新書、2018年6月15日。ISBN 978-4-087-21037-8。
- 永田浩三; 望月衣塑子『フェイクと憎悪 : 歪むメディアと民主主義』大月書店、2018年6月18日。ISBN 978-4-272-33094-2。
- 望月衣塑子; 伊藤詩織; 三浦まり; 平井美津子; 猿田佐世『しゃべり尽くそう！私たちの新フェミニズム』梨の木舎、2018年9月。ISBN 9784816618055。
- 望月衣塑子; ぼうごなつこ; 佐々木 芳郎『「安倍晋三」大研究』ベストセラーズ、2019年5月26日。ISBN 978-4584139059。
- 望月衣塑子; 前川喜平; マーティン・ファクラー『同調圧力』角川書店〈角川新書〉、2019年6月8日。ISBN 978-4040823027。
- 望月衣塑子; 田原総一朗、前川喜平、山田厚史『伏魔殿菅義偉と官邸の支配者たち』宝島社、2020年1月24日。ISBN 4299002067。
- 望月衣塑子; 石破茂、村上誠一郎、内田樹、御厨貴、前川喜平、古賀茂明、小沢一郎『自民党失敗の本質』宝島社、2021年10月8日。ISBN 4299021312。
- 望月衣塑子; 鈴木智彦、西﨑伸彦、鳥集徹『日本のタブー 3.0』宝島社、2022年1月8日。ISBN 978-4299024039。
- 望月衣塑子、白井聡『日本解体論』朝日新聞出版〈朝日新書〉、2022年8月19日。ISBN 978-4022951878。

## 寄稿
- 望月衣塑子「世界の潮 武器輸出の旗振り役誕生 : 防衛装備庁発足」『世界』第876号、岩波書店、2015年12月、25-28頁、ISSN 0582-4532、NAID 40020635122。
- 望月衣塑子「国策化する武器輸出 : 防衛企業関係者は何を思うか (特集 死の商人国家になりたいか)」『世界』第883号、岩波書店、2016年6月、90-99頁、ISSN 0582-4532、NAID 40020811318。
- 望月衣塑子「安全保障技術研究推進制度と共同研究協定 (特集 軍事研究と学術)」『科学』８６第10号、岩波書店、2016年10月、1037-1043頁、ISSN 00227625、NAID 40020939258。
- 望月衣塑子「メディアは政権の支配を脱したか　萎縮・忖度からあるべき姿へ」『Journalism』第328号、朝日新聞出版、2017年9月、ISBN 9784022811073。
- 南彰（朝日新聞）・望月衣塑子「安倍政権ファクトチェック１００　五年九カ月の言葉で振り返る」『世界』第913号、岩波書店、2018年10月、44-53頁、ISSN 0582-4532。

- 望月衣塑子「〈検証〉武器輸出――もうやめたほうがいいのでは？」『世界』第914号、岩波書店、2018年11月、96-107頁、ISSN 0582-4532。

## 出演

### テレビ番組
- モーニングCROSS（TOKYO MX）
- ニュースザップ（BSスカパー!）

### ウェブ番組
- デモクラシータイムス（YouTube）
- ポリタスTV（YouTube)
- エアレボリューション（ニコニコ生放送）

### ラジオ
- 大竹まこと ゴールデンラジオ!（文化放送）[65]

### 映画
- 新聞記者（2019年6月28日）
  - スターサンズ、イオンエンターテイメント - 本人役
- i-新聞記者ドキュメント-（2019年11月15日）
  - スターサンズ、朝日新聞社、ドキュメンタリー映画 - 主役